# Opstand in Auschwitz
De Opstand in Auschwitz was een opstand op 7 oktober 1944 van kampgevangenen van het Sonderkommando in Auschwitz-Birkenau. Het had als voornaamste doel de vier in gebruik zijnde gaskamers te vernietigen. De opstand kwam voort uit het 12de Sonderkommando, mensen, veelal Joden, die gedwongen werden om te werken aan het verbranden van de lijken van de vergaste mensen in verschillende crematoria. Ook werden zij gedwongen mensen gerust te stellen die de gaskamers in gestuurd werden. Leden van het Sonderkommando werden zelf ook na twee of drie maanden vergast dan wel buiten het concentratiekamp doodgeschoten. Daardoor was het "verloop" in het Sonderkommando erg groot.

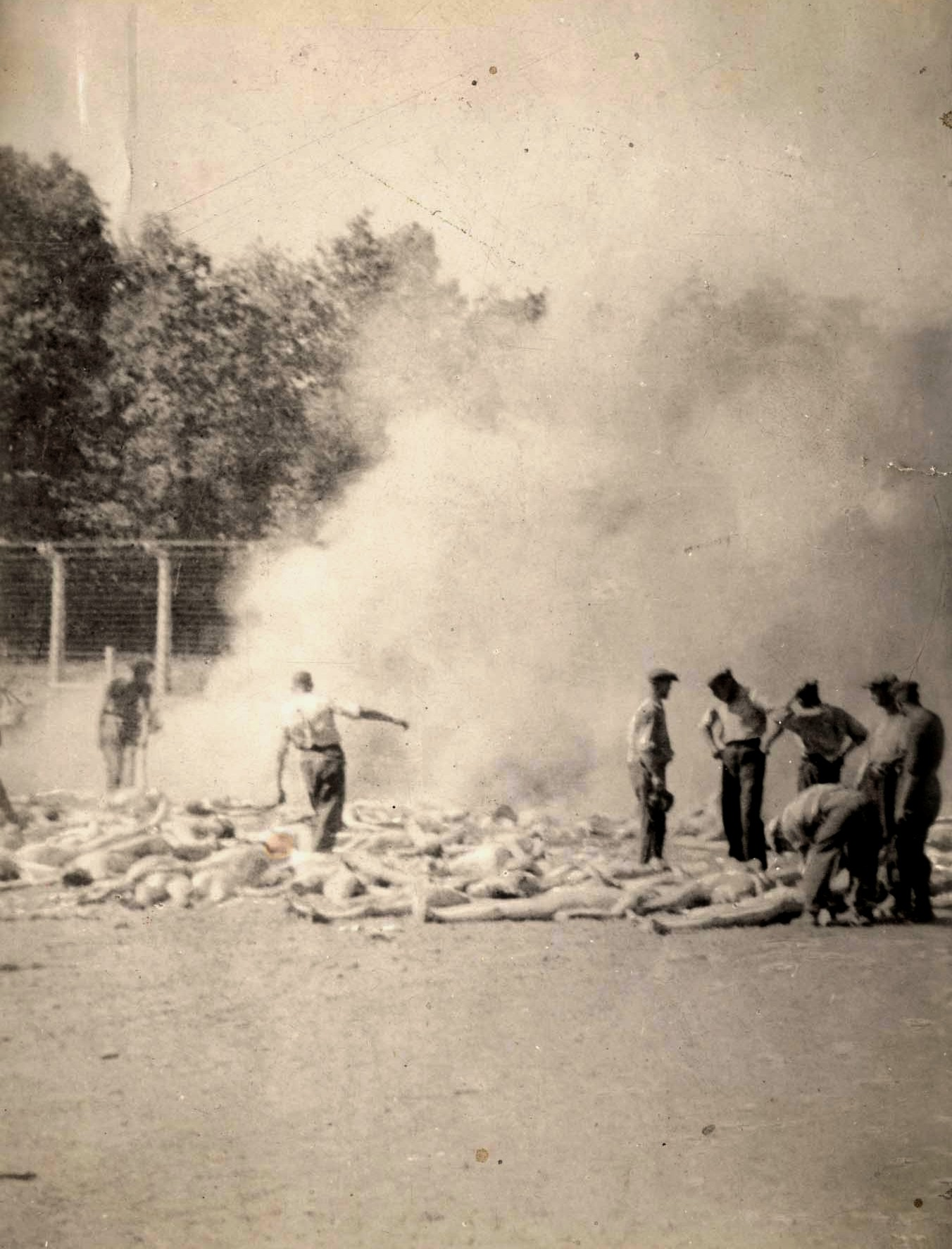
Leden van het Sonderkommando bezig het verbranden van lijken. In het geheim gemaakte foto, augustus 1944

## Aanleiding
De directe aanleiding voor de opstand was dat op 7 oktober door de SS bekend werd gemaakt dat leden van het Sonderkommando naar Gleiwitz, een van de subkampen van Auschwitz, zouden worden overgebracht. Driehonderd mannen die in Bunker I en Krematorium IV werkten (hoofdzakelijk Hongaarse en Griekse Joden), vonden dat ze onverwijld tot actie moesten overgaan.

## Voorbereiding
De opstand werd voorbereid door leden van het 12de Sonderkommando. Het waren, naar het schijnt, de in het Sonderkommando opgenomen Russische krijgsgevangenen die naar een opstand gingen toewerken. Volgens sommige naoorlogse verklaringen zou deze oorspronkelijk plaatsvinden in juni 1944 maar toen zou het plan zijn verraden, waarna de Kapo van Crematorium II, die er van wist, samen met een aantal leden van het Sonderkommando werd doodgeschoten. De actiefsten onder de overigen zetten hun voorbereidingen voort en vormden een nieuwe opstandsleiding die in contact stond met de illegale kampleiding, die hoofdzakelijk uit Poolse communisten bestond. De leden van het Sonderkommando waren echter gescheiden van andere gevangenen en daardoor slechts met de allergrootste risico's te benaderen door andere gevangenen van het kamp.

### Doel van de opstand
Het verzet in Auschwitz II had tot doel om het uitroeiingsapparaat te vernietigen. Dit kon op twee manieren worden bereikt:
- Het waarschuwen van de nog niet gedeporteerde Joden, het inlichten van de paus en de geallieerden over wat er plaatsvond in Auschwitz.[3]
- Het vernietigen van vitale functies van Auschwitz II. Dit kon op drie manieren gebeuren:[3]
  - Een massale aanval van strijdtroepen van de Poolse ondergrondse op Auschwitz II, met als uiteindelijk doel de crematoria en gaskamers te vernietigen.
  - Een vernietigend bombardement door de geallieerden, waarbij alle gevangenen in Auschwitz II om het leven zouden komen.
  - De crematoria en gaskamers met eigen middelen vernietigen.

Ook werd gehoopt op een opstand, die tegelijk zou worden uitgevoerd met de komst van de Sovjet legers. Sommige leden van het Sonderkommando waren er echter zeker van dat zij niet tot die dag in leven zouden blijven.

### Contacten met verzet buiten het kamp
Er werd contact gelegd met de ondergrondse verzetsbeweging in Polen, maar deze bleek niet bereid tot een aanval over te gaan zolang de geallieerde legers niet in de buurt waren. Bovendien zou een aanval leiden tot de vernietiging van dat deel van de ondergrondse. Deze mogelijkheid werd dan ook snel aan de kant geschoven, waarna men de mogelijkheid onderzocht van een geallieerd bombardement. Die optie leek de enige reële te zijn. Het verzet was ervan overtuigd dat de geallieerden direct op een dergelijk verzoek zouden reageren, zodra men besefte wat zich afspeelde in Auschwitz. Echter, tegelijkertijd realiseerde het verzet zich dat het voor de buitenwereld onvoorstelbaar zou zijn op welke schaal mensen werden vermoord. Al eerder werden vanuit het kamp berichten naar de Poolse stad Krakau gesmokkeld en van daaruit doorgezonden naar Londen. Aldus waren de geallieerden op de hoogte van de misdaden. In diverse geallieerde radio-uitzendingen, gericht op Duitsland en Polen, dus ook op Auschwitz, werden namen, geboortedata en woonplaatsen van diverse direct betrokken SS'ers genoemd. Deze acties lieten de SS'ers koud en de misdaden werden onverminderd voortgezet. De verzetsorganisatie probeerde vervolgens getuigen (ontsnapte gevangenen) met onweerlegbare bewijsstukken in de hand verslag te laten doen uitbrengen aan paus Pius XII. Via hem zou een verzoek aan de geallieerden moeten worden gedaan Auschwitz II met de grond gelijk te maken. Dat hierbij ook de gevangenen in het kamp zouden omkomen, nam het verzet voor lief. Belangrijker was het voorkomen van de dood van honderdduizenden Joden die nog op de lijsten stonden om naar het vernietigingskamp te worden gedeporteerd.
In Hongarije waren ondertussen veel Joden ondergedoken en, nadat bekend was geworden dat de Nazi's grootschalige deportaties voorbereidden, op de vlucht geslagen. Toch wisten de Nazi's veel Joden op te pakken en af te voeren naar Auschwitz. Toen de Hongaarse transporten aankwamen in Auschwitz, werd het de verzetsorganisatie in het kamp duidelijk dat een totale vernietiging van het kamp zou uitblijven.

### Vernietiging van het kamp van binnenuit
Een opzichzelfstaande actie zou weinig uithalen, daarom werd gepleit voor een totale opstand binnen het kamp tegen de SS. Het probleem was echter dat de kampbevolking niet van tevoren kon worden ingelicht en dus door middel van een shock tot actie moest worden gedwongen. Het plan was om 's nachts de met gevangenen bevolkte barakken in brand te steken, waardoor iedereen gedwongen werd in beweging te komen. Door de duisternis zou de SS geen goed overzicht van de situatie kunnen verkrijgen. Ondertussen moesten de onder stroom staande hekken worden doorgeknipt en de wachttorens worden omgeduwd, waardoor de zoeklichten zouden uitvallen en de wapens in handen van de gevangenen zouden komen. Het was de bedoeling de gaskamers en crematoria met explosieven op te blazen. Alleen de leden van het Sonderkommando waren in staat om dit uit te voeren. Het Sonderkommando bleek na lang praten bereid tot een opstand. Het tijdstip was in eerste instantie nog niet bepaald.
Voor het opblazen van de gaskamers waren explosieven nodig. In de munitiefabriek Weichsel-Union-Metallwerke in Auschwitz-Monowitz werkte een commando van het vrouwenkamp Auschwitz II. Het verzet wist enkele medewerksters uit dat commando zover te krijgen dat ze regelmatig kleine pakjes van de springstof dynamiet (volgens andere bronnen buskruit) meesmokkelden naar het vrouwenkamp. Deze pakjes werden de barakken van het Sonderkommando binnengesmokkeld in een etensbak met een dubbele bodem. Dat deden mannelijke gevangenen, die technische werkzaamheden in het vrouwenkamp verrichtten. Ook werden de hoeveelheden springstof wel verstopt in de lichamen van overledenen in het vrouwenkamp. Die lichamen moesten ook door het Sonderkommando vernietigd worden. De springstof werd verwerkt tot ruwe granaten met behulp van sardineblikjes.
Andere hulpmiddelen werden verzorgd door Kanada-Kommando II, dat tussen Crematorium III en IV in lag. Het Kommando dat werkzaam was in het badhuis van de SS, kon daar enkele machinepistolen en ca. 20 handgranaten bemachtigen.

## De opstand op 7 oktober

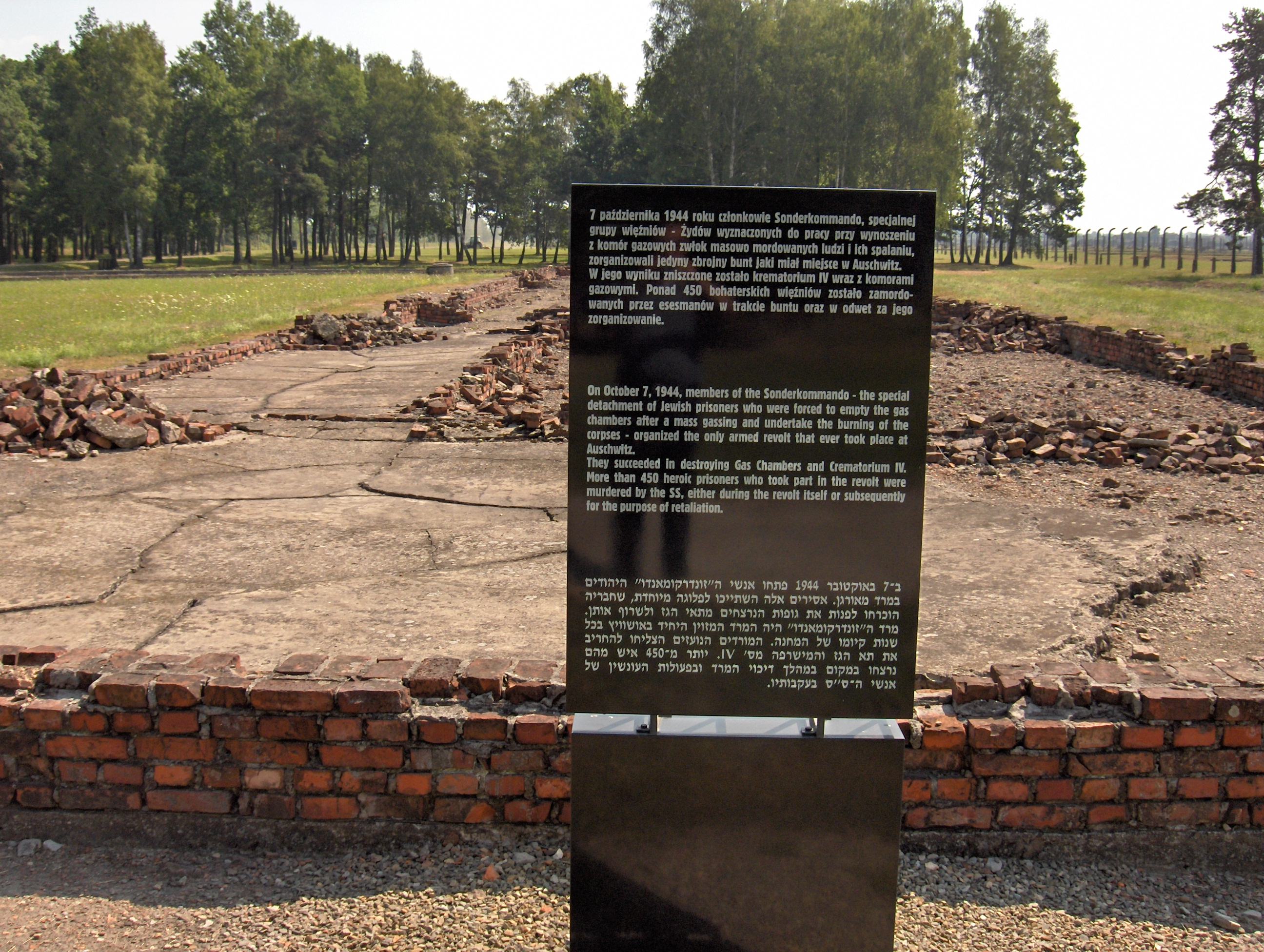
Ruïne met herinneringsbord van crematorium IV

Eind september werden ca. tweehonderd man van het Sonderkommando die in Crematorium IV werkten, opgeroepen om zich naar Gleiwitz te begeven, een subkamp van Auschwitz. In plaats van daarheen te worden vervoerd, werden zij vergast in een bij het station Auschwitz gelegen desinfecteringsruimte. Hun lijken werden in de Crematoria van Birkenau verbrand — zij werden er herkend.
Op 7 oktober kregen de overgebleven leden van het Sonderkommando te horen dat ze zich ogenblikkelijk voor transport moesten klaarmaken. Eén dag eerder had men afgesproken dat als zich deze situatie zou voordoen, het verzet tot actie zou overgaan, ongeacht het tijdstip. De ongeveer 300 leden van het Sonderkommando die in Bunker I en Crematorium IV werkten, hoofdzakelijk Hongaarse en Griekse Joden, gingen tot actie over, hoewel de leiders van de opstand zich daartegen uitspraken. Volgens een van de getuigenissen na de oorlog liep Chaim Neuhof, een Jood uit Sosnowice, die al sinds 1942 lid was van het Sonderkommando, na de oproep voor het transport, naar SS-sergeant Busch toe, wisselde enkele woorden, schreeuwde het wachtwoord “Hoera” en gaf de SS'er een klap met een hamer. Ook anderen begonnen de SS'ers met hamers en bijlen te slaan, verwondden enkele van hen. Anderen begonnen op de SS'ers in te slaan met alles wat ze maar konden vinden.
Het SS-Begleitkommando dat zich buiten crematorium IV bevond, werd onthaald op schoten vanuit het crematorium. Crematorium IV werd opgeblazen, inclusief een aantal opstandelingen dat op deze manier zelfmoord pleegde. De meesten van de daar werkzame leden van het Sonderkommando, meer dan tweehonderd man, zetten het, terwijl de alarmsirenes loeiden, op een lopen, doorbraken de kampomheining en renden verder waarna zij zich als groep in een boerenschuur ter verdediging verschansten.
Toen zij de schoten en het lawaai hoorden, kwamen ook de Sonderkommandos van crematorium II in opstand. Ze plaatsten explosieven, knipten de draden van de onder stroom staande hekken door en vluchtten uit het kamp. De explosieven in crematorium II ontploften echter niet, waardoor deze onbeschadigd bleef. Het Sonderkommando in crematorium III zag geen heil in verzet op klaarlichte dag en hield zich rustig. Een Reichsdeutsche Oberkapo en een SS'er werden levend in het brandende crematorium geworpen en verbrandden. Naar verluidt ging het daarbij om één bijzonder sadistische nazi-bewaker. Een andere SS–er werd doodgeslagen.
De mannen die bij de vergassingsinstallatie werkten van Bunker I, dat ten Noorden van Auschwitz-Birkenau  kamp lag, kregen niet de kans te vluchten — zij werden overweldigd door SS’ers die op vrachtauto’s kwamen aanrijden en die, toen een eerste stormloop was afgeslagen, onmiddellijk twee stukken luchtafweergeschut lieten aanrukken. Er werd door de SS ook met machinegeweren gevuurd uit de wachttorens. Lang duurde het gevecht bij Bunker I niet. Wie daar na afloop nog in leven was, werd ter plekke doodgeschoten.
Ook de overlevenden uit de groep die zich in de boerenschuur hadden verschanst werden doodgeschoten, want de schuur werd snel opgespoord en overweldigd. Van de ca. zeshonderd vijftig leden van het Sonderkommando die op 7 oktober nog aan het werk waren, bleven, schijnt het, niet meer dan tweehonderd over.
Het doel van de opstand was maar voor een klein deel bereikt. Er werd slechts één crematorium, crematorium IV, onherstelbaar beschadigd.

## Executies na de opstand
De opstand vond op een zeer ongelegen moment plaats, omdat de arbeidscommando's allen waren uitgerukt en niets meekregen van de situatie bij de crematoria in het kamp. Bovendien hadden de gevangenen die zich in het kamp bevonden geen schijn van kans op klaarlichte dag te ontsnappen. De SS kreeg de situatie snel onder controle en de gevangenen die trachtten te ontsnappen werden allen dezelfde dag geëxecuteerd.
Ongeveer 200 leden van het Sonderkommando moesten daarbij op de grond gaan liggen buiten de crematoria en werden daarbij gedood met een schot achter in hun hoofd. Bij het doodschieten van deze mannen moesten de leden van de brandweer, die uit Auschwitz-I waren gehaald om de brand in Crematorium IV te blussen, toekijken. Daarna volgde een korte toespraak door de SS vol met bedreigingen en moest het akelige werk in Crematorium II, III en V weer verder gaan. De lichamen van de geëxecuteerden van het 12de Sonderkommando werden snel daarna opgeruimd door het 13de Sonderkommando.
In de avond gingen SS-patrouilles met honden op zoek naar de 12 leden van het Sonderkommando van Crematorium II die nog niet waren teruggevonden. Zij waren erin geslaagd om de rivier Vistula over te steken en hadden zich uitgeput verscholen in een leeg gebouw. Ze werden door de SS'ers gevonden en gedood. Hun lichamen werden naar het kamp teruggebracht.
Sommige mannen werden gespaard om ze later te ondervragen. Zij gaven de namen door van de vrouwen die bij het smokkelen van buskruit betrokken waren. Het werd de SS al snel duidelijk dat het vrouwencommando in de opstand betrokken moest zijn. Een gevangene, een Tsjechische half-Jood, wist welke meisjes bij de smokkel van de explosieven betrokken waren geweest en gaf hun kampnummers aan de SS door (Deze verrader is later is in Mauthausen door medegevangenen doodgeslagen). Het waren Ester Wajcblum (of Estusia Wajsblum, ca. 20 jaar), Regina Safirsztain (of Ragina Safin) en Ala Gertner (of Gärtner). Ook de Poolse Jodin Roza Robota (23 jaar) werd gearresteerd, die in het Kanada-Kommando werkte. De vier jonge vrouwen werden, na maandenlang zwaar gemarteld te zijn, inclusief verkrachtingen en elektrische schokken door hun genitaliën, op 5 januari 1945 publiekelijk opgehangen, voor de ogen van de gevangen van het vrouwenkamp. Eerst werden twee vrouwen opgehangen voor de ogen van de vrouwen die terugkwamen van het nachtwerk in de munitiefabriek, de andere twee voor de ogen van de vrouwen die terugkwamen na het werk overdag. Daarbij las SS- Obersturmfuhrer Hossler de veroordeling voor en dreigde hij dat alle "verraders" op dezelfde manier geëxecuteerd zouden worden.
De vrouwen hadden niets losgelaten, alles wat de SS te weten kwam, was dat de munitie was afgeleverd aan personen die reeds dood waren. De doden waren vrijwel allen Joden.

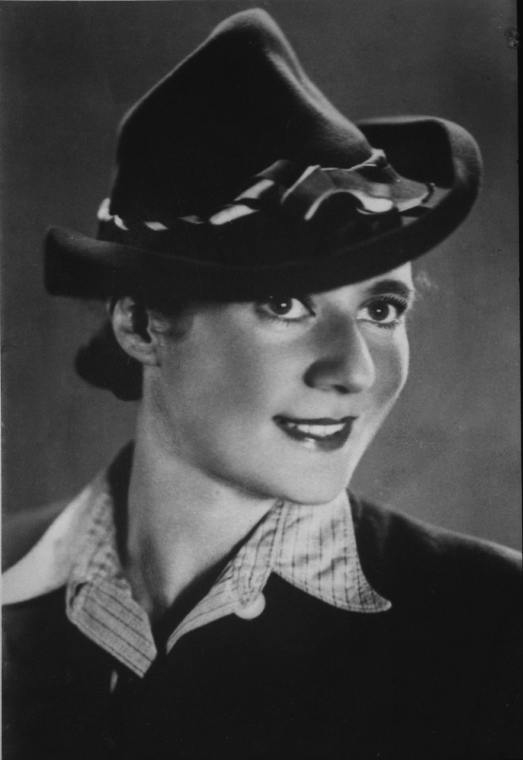
Ala Gertner, opgehangen na de opstand vanwege haar rol bij het smokkelen van explosieven
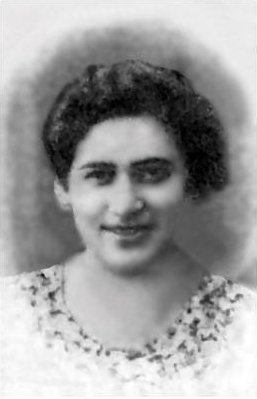
Roza Robota, opgehangen vanwege haar rol bij het smokkelen van explosief

De verliezen die SS bij de opstand had geleden waren beperkt, 3 doden en ca. 10 gewonden.

## Nasleep
Op 2 november 1944 kwam in Auschwitz een bevel van Himmler binnen dat de vergassingen moesten worden gestopt. Dat bevel vloeide voort uit Himmlers pogingen om in contact te treden met Engeland en de Verenigde Staten — pogingen die het hem wenselijk deden voorkomen, een einde te maken aan de gemechaniseerde massamoord die in Auschwitz werd bedreven. Het was wenselijk om de sporen van de massamoord te laten verdwijnen. Op 7 november 1944 werden de gaskamers vernietigd. Twaalf dagen na het ophangen van de vier vrouwen die buskruit hadden gesmokkeld, werden 56.000 gevangenen op een dodenmars gestuurd. 7500 gevangenen bleven achter en werden bevrijd door de legers van Sovjet Rusland op 27 januari 1945.

## Getuigenissen

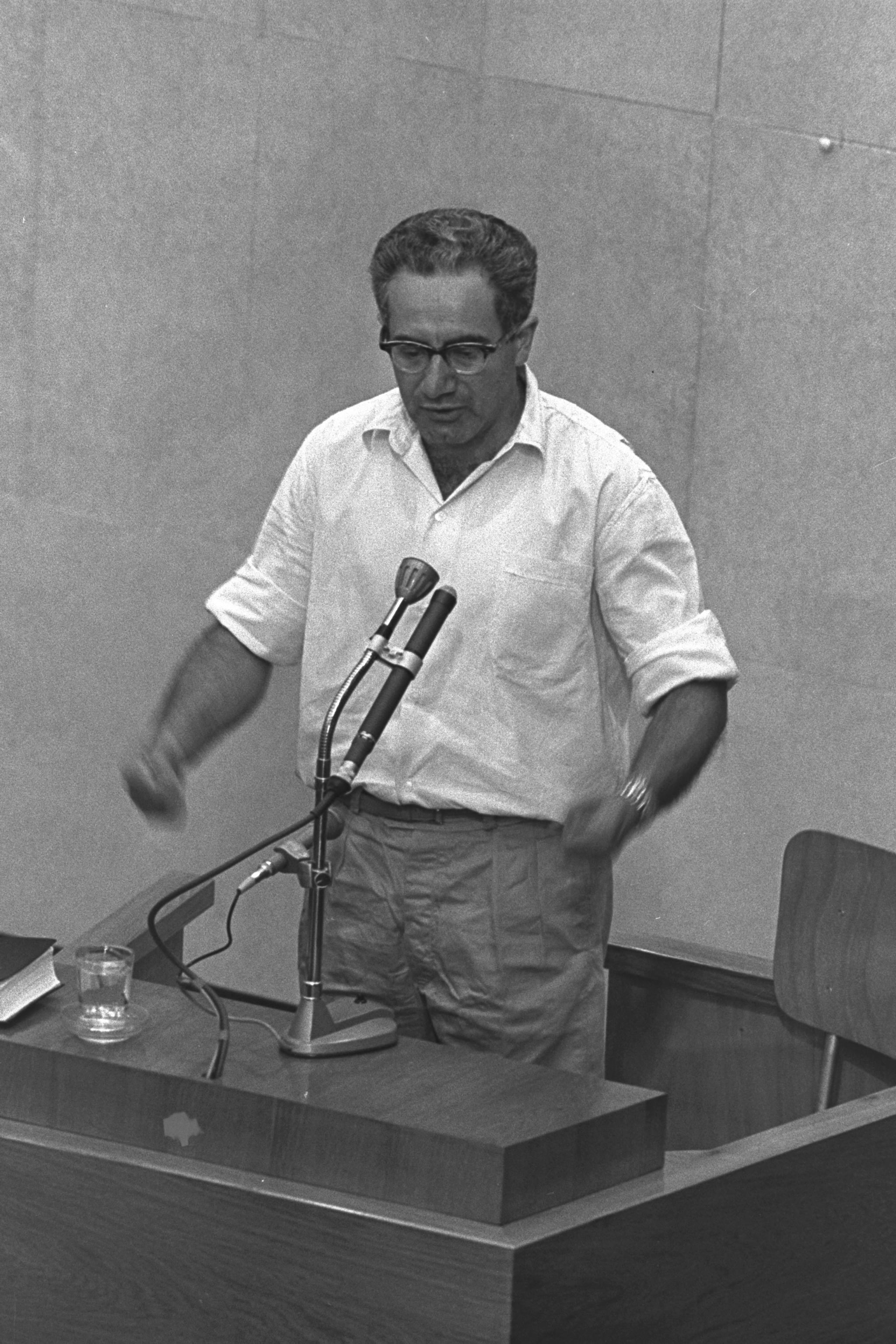
Israel Gutman bij het proces tegen Eichmann in 1961.

De meeste van de deelnemers aan de opstand zijn daarbij overleden. Na de Tweede Wereldoorlog hebben enkele overlevenden over het Sonderkommando en over de opstand getuigenis afgelegd. Daaronder waren de Poolse Joden Henryk Mandelbaum en Israel Gutman. Ook Filip Muller vertelde over het gebeurde tijdens de opstand.
Salmen Lewental had notities gemaakt in een klein boekje, dat hij in een pot had begraven. Dit is na de oorlog gevonden.